# 2S31 Wena
2S31 Wena – rosyjski 120 mm moździerz samobieżny zbudowany na podwoziu transportera opancerzonego BMP-3. Opracowany na początku lat dziewięćdziesiątych przez zakłady Motowiłikha.
Jest on przeznaczony do wsparcia wojsk piechoty, do niszczenia głównie celów powierzchniowych (siły żywej oraz lekkich wozów bojowych) jak i fortyfikacji wroga ogniem pośrednim jak i ogniem na wprost. 2S31 Wena jest uzupełnieniem rosyjskich armato-moździerzy samobieżnych (pozostałe to 2S9 Nona i 2S23 Nona-SWK). Wena wprowadzona została do uzbrojenia armii rosyjskiej w 1996 roku. Zakup pojazdów Wena rozważały m.in. Kuwejt, Zjednoczone Emiraty Arabskie, Cypr i Korea Południowa.

## Opis konstrukcji
Kadłub i podwozie zapożyczone z wozu BMP-3 wykonane jest ze spawanych blach aluminowych i zapewnia 4-osobowej obsłudze działa (kierowca/mechanik, ładowniczy, działonowy i dowódca) ochronę przed odłamkami pocisków artyleryjskich i moździerzowych oraz przed ogniem broni strzeleckiej do kalibru 12,7 mm i armatniej do 30 mm (w czołowych strefach opancerzenia).
Ochronę przed skutkami broni masowego rażenia zapewnia system filtrowentylacji powietrza oraz hermetyczny kadłub. Bezpieczeństwo jednocześnie zwiększa standardowo montowany system aktywnej samoobrony opracowany przez biuro konstukcyjne KBM w Kołomnie. W jego skład wchodzą: czujniki wykrywania opromieniowania laserem i 12 wyrzutni amunicji dymotwórczej i termalnej. System ten reaguje na opromieniowanie wiązką laserową pojazdu z wrogiego dalmierza, po czym skutecznie maskuje wóz.
W 2S31 Wena można wyróżnić trzy przedziały: kierowania z przodu kadłuba, bojowy w środku przykryty nową, obrotową wieżą oraz ostatni - napędowy. Kierowca, swoje stanowisko ma centralnie w osi wozu w przedziale kierowania. Swoje miejsce zajmuje przez właz, a do obserwacji wykorzystuje komplet pryzmatycznych peryskopów. Pozostali członkowie załogi, działonowy, dowódca i ładowniczy, swoje stanowiska zajmują w wieży poprzez dwa oddzielne włazy umieszczone w stropie wieży.
Pojazd wyposażóny został w cyfrowy, zautomatyzowany układ kierowania ogniem, w którego skład wchodzi: układ stabilizacji działa w dwóch płaszczyznach, przelicznik balistyczny, bezwładnościowy system nawigacji oraz komputer pokładowy. Wena została również wyposażona w nowoczesne optoelektroniczne urządzenia celowniczo/obserwacyjne (zastosowane również na zmodernizowanym wozie BMP-3 Ryś), m.in. dalmierz laserowy, noktowizyjne wzmacniacze światła szczątkowego oraz dzienne celowniki teleskopowe. Przyrządy te umożliwiają wysoką precyzję ognia na wprost jak również ognia stromotorowego.
Zasadniczym uzbrojeniem Weny jest zmodyfikowany moździerz 2A60 kalibru 120 mm o bruzdowanym przewodzie z wydłużoną w stosunku do jego poprzednich odmian lufą. Z moździerza można prowadzić ogień pośredni  jak i też ogień bezpośredni. Zakres naprowadzania uzbrojenia w płaszczyźnie pionowej wynosi od -4 do +80 stopni. Moździerz jest ładowany od strony wlotu, ręcznie, przez ładowniczego. Szybkostrzelność wynosi 8-10 strz/min. Zapas amunicji przechowywanej w większości w kadłubie wynosi 70 sztuk. Amunicja uzupełniana jest przez luki w ścianie bocznej kadłuba i wieży. Do moździerza wykorzystywana jest seria specjalnie przystosowanych do 2S31 pocisków odłamkowo-burzących, kumulacyjnych, oświetlających oraz pocisków ze stopniem rakietowym. Kompatybilne są również naboje stosowane dotychczas na wozach 2S9 i 2S23. Nowością jest pocisk z fazą rakietową, Kitołow-2M, który naprowadzany jest na cel opromieniowany wiązką laserową dalmierza bądź innego źródła laserowego. Pocisk ten ma maksymalną donośność 13,4 km. Podczas prób balistycznych na poligonach 2S31 Wena siłą ognia dorównała nawet armato-haubicom kalibru 122 i 152,4 mm, przy ulepszonej precyzji strzelania.
Podwozie gąsienicowe BMP-3, poza kilkoma modyfikacjami przedziału bojowego i przemieszczeniem do tyłu jednostki napędowej pozostało nie zmienione. 2S31 Wena przeszkody wodne pokonuje pływając. W wodzie napęd zapewniają pędniki strugowodne.
Wena jest obecnie produkowana małymi seriami dla armii rosyjskiej, gdzie uzupełnia badź zastępuje starsze moździerze samobieżne typu 2S9 Nona.